# Atractus melanogaster
Atractus melanogaster là một loài rắn trong họ Colubridae. Loài này được Werner mô tả khoa học đầu tiên năm 1916.